# 沙布利附近丰特奈
沙布利附近丰特奈（法語：Fontenay-près-Chablis，法語發音：[fɔ̃tnɛ pʁɛ ʃabli]）是法国勃艮第-弗朗什-孔泰大区约讷省的一个市镇，属于欧塞尔区。

## 地理
沙布利附近丰特奈（47°50'50"N, 3°48'39"E）面积5.05 平方千米，位于法国勃艮第-弗朗什-孔泰大區约讷省，该省份为法国中北部内陆省份，西接卢瓦雷省，西北接塞纳-马恩省，南至涅夫勒省，东临科多尔省，东北与奥布省接壤。
与沙布利附近丰特奈接壤的市镇（或旧市镇、城区）包括：马利尼、沙布利、拉沙佩勒-沃佩尔泰涅。

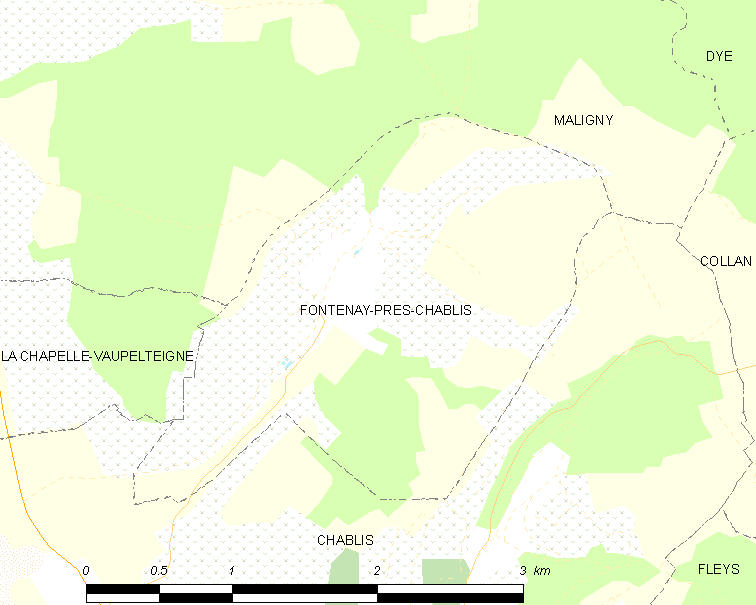
沙布利附近丰特奈的OSM定位图

沙布利附近丰特奈的时区为UTC+01:00、UTC+02:00（夏令时）。

## 行政
沙布利附近丰特奈的邮政编码为89800，INSEE市镇编码为89175。

## 政治
沙布利附近丰特奈所属的省级选区为沙布利县。

## 人口

1962-2008年间沙布利附近丰特奈人口变化图示

沙布利附近丰特奈于2022年1月1日时的人口数量为136人。